# Duveds kyrka
Duveds kyrka är en kyrka i Duved, västra Jämtland, församlingskyrka i Åre församling i Härnösands stift. Duveds kyrka har 900 sittplatser (varav 250 på dess tre sidor läktare), byggnaden är en träkyrka i nygotisk stil som både ut- och invändigt liknar en katedral och kallas på så vis "katedralen bland fjällen". Den uppfördes i 1890-talets början under namnet Åre nya kyrka (vilket den hette fram till 1980-talets mitt, även om namnet fortfarande kan förekomma), efter tre decenniers förarbete, och byggdes för att den medeltida stenkyrkan Åre gamla kyrka i Åre (9 kilometer österut) både ansågs vara för liten och hade börjat förfalla. I och med bygget tillkom en ny sockenstuga och prästgård vilket bildade ett kyrkligt centrum mer centralt i Åre socken, även om församlingen ett decennium senare lät renovera och bevara den gamla kyrkan – varefter de två kyrkorna kom att fungera som komplement till varandra.
Byggnaden är utöver den kyrkliga verksamheten också en av länets populäraste konsertlokaler, vilket ibland kompletteras med utställningar och pjäser.

## Historia och bakgrund
1865, fyra år efter ett första initiativtagande, tillsattes en kommitté för att förbereda ett nytt kyrkobygge i Åre socken. Trots att det ska ha rått en fullständig enighet om behovet av en rymlig ny kyrka skulle det dröja cirka 25 år innan byggstart; en konfliktfylld och mycket utdragen debatt kom emellan, om var kyrkan skulle uppföras. Det var omöjligt att förutse kommande utveckling, och Åre var inte ett givet centrum. Flera beslut fattades och överklagades, där nya kommittéer bildades och upplöstes om vartannat. Den för bygden (och länet) betrodde Riksdagsledamoten och kyrkvärden Gunnar Eriksson i Mörviken framstod som en självklar ledare under hela processen, och ansågs representera de östra sockenborna som önskade den nya kyrkans placering i närheten av den gamla. Åt väster företrädde tullförvaltare Rudolf Lidman i Duved dem som hoppades på Duved/Forssa, eller närmare Medstugan nordväst om Tännforsen.
När kyrkostämman 1881 slutligen hade utsett byggnadsplatsen, skattehemmanet No 1 i Hamre som ägdes av gästgivare Hans Olofsson, var de flesta sockenborna nöjda med beslutet förutom invånarna i Såå (småort 5–6 kilometer öster om centrala Åre) – vilka ville flytta till Undersåkers församling, men detta avstyrktes av kyrkostämman. Utöver kyrkan skulle en ny sockenstuga och ett stall uppföras på tomten, och först den 29 oktober 1886 var ritningarna av arkitekt Gustaf Petterson (Stockholm) klara och godkända efter granskning av överintendent Helgo Zettervall (arkitekt Adolf Emil Melander, Stockholm, var redan igång med ritningsarbete för kyrkan i februari 1893, men måste på något sätt blivit bortkopplad från projektet).Två år senare lades grunden till kyrkan, under tiden som kyrkostämman förhandlade med byggmästare – vilken blev den med högst anbud, Lars Reinhold Bergström från Östersund, trots att en annan byggmästare (också från Östersund) hade nekats på grund av ett för högt anbud som ändå var 1 400 kronor (cirka 90 000 kronor i penningvärde 2012) lägre än Bergströms. Notan för själva bygget hade då uppnått 43 645 kronor (cirka 2,8 miljoner i penningvärde 2012) – därtill skulle elva bönder från byarna Hamre, Berge, Staa och Björnänge bringa virket till kyrkans stomme samtidigt som Tegefors ångsåg kom att leverera spåntaket.
Bygget ska 1889 bara ha påbörjats smått och kommit igång på allvar hösten 1891, tills denna träkyrka två år senare stod klar och invigdes av Undersåkers dåvarande prost den 24 juni 1894.

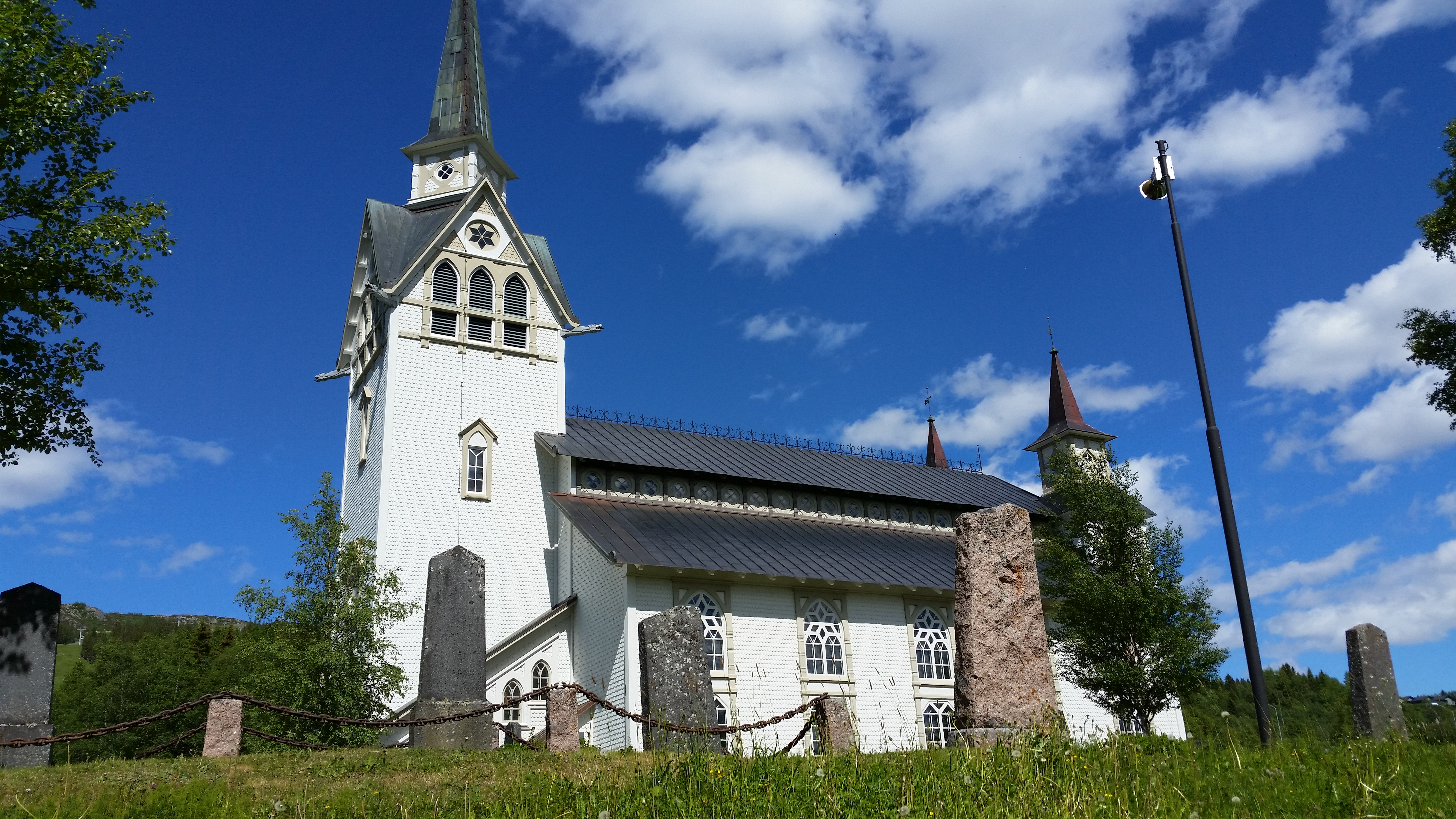
Duveds kyrka, sedd från gravgården, i juni 2016.

### Kyrkobyggnaden

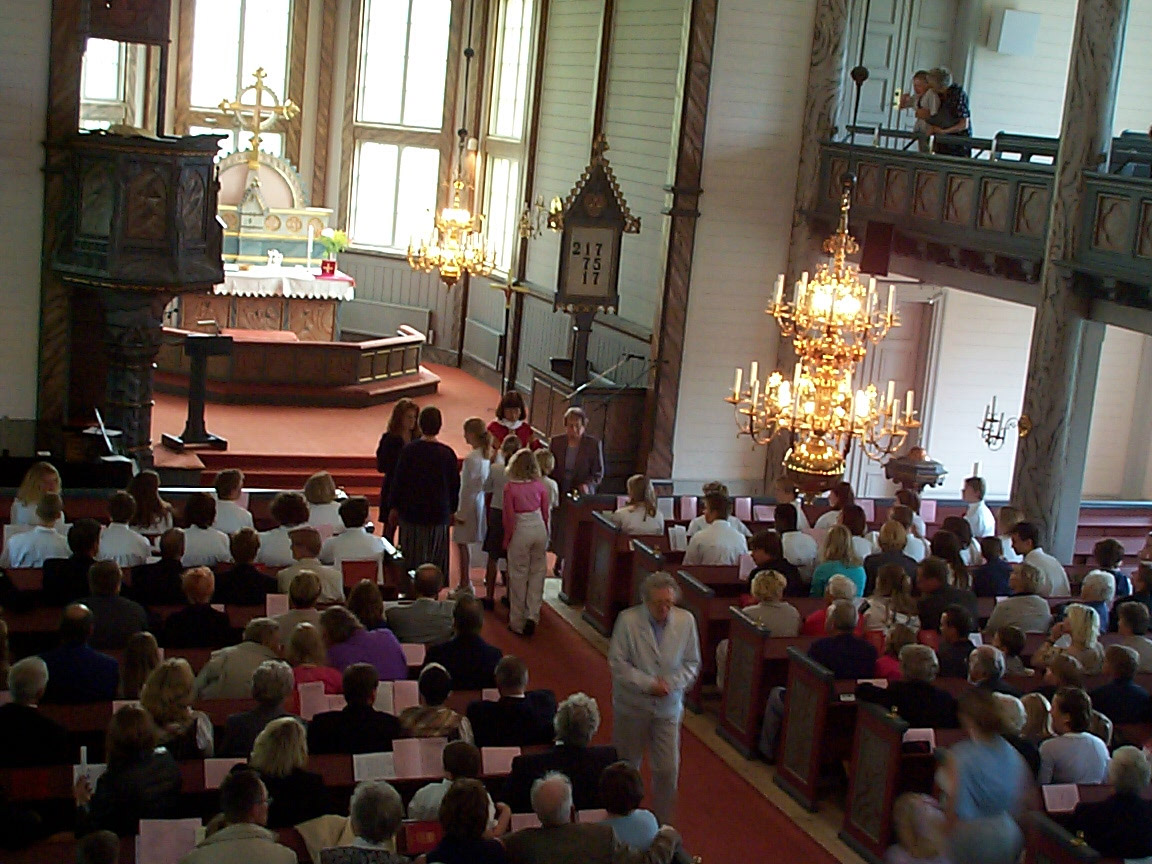
Duveds kyrka interiörbild, den 11 juni 2000.

Kyrkan består av ett treskeppigt långhus med ett polygonalt kor i öster och klocktornet med huvudentré i väster, utvändigt klädd i tjockhyvlat spån. En restaurering genomfördes 1926 efter förslag av arkitekterna Anders Roland och Anders Ekman. Kyrkans ytterväggar målades vita från att tidigare ha varit ljusröda, och tornets vattenutkastare var i form av drakhuvuden (dock kan drakhuvudena ha tagits bort vid ett senare tillfälle, eftersom en bild daterad 1933 visar dessa och en vitmålad exteriör). Kyrkorummet som tidigare varit brunfernissat fick ny färgsättning i gråvitt, och en ny altaruppsats utfördes. Svängdörrar installerades vid vapenhuset, och 1952 drogs elektricitet (belysning och värme) i kyrkan. Till 100-årsjubileet 1994 färgsattes interiören i ljusare gråvitt, och bänkarna fick en engelskt röd ton, samtidigt som skivtäckningar revs och den gamla altaruppsaten sattes tillbaka. 2006 respektive 2008 restaurerades kyrkans fasad i två etapper.
Det externa gravkapellet, kallat "Duveds lillkyrka" eller bara "Lillkyrkan", invigdes 1984 vars exteriör är naturligt anpassad till stora kyrkans.

## Inventarier
När kyrkan stod klar flyttades flera av Åre gamla kyrkas inventarier till denna, men återbördades på 1920-talet när bägge kyrkorna restaurerades. Kvar i Duved blev några klockor, gjutna av kopparmetall som brutits i Huså koppargruva.
Predikstolen och orgeln är samtida med nuvarande kyrka. Altartavlan är en triptyk tillverkad 1926 av Gabriel Strandberg i Stockholm. Dopfunten tillkom 1912, utformad av greve Sigge Cronstedt som för övrigt var involverad i den stora turistvisionen "Åreprojektet" i Åre då bland annat Bergbanan anlades.

### Orgel
1894 byggde Anders Victor Lundahl, Stockholm, en orgel. Inte omöjligt av den nya rörpneumatiska typen Lundahl som första i Sverige presenterade allmänt december 1891 i sin verkstad, med hans patenterade "Victorialåda". Ett lån på 10 000 kronor bestämde församlingen i februari 1894 att uppta för denna. Invigningen av orgeln bör ha skett samtidigt med invigningen av kyrkan som brukligt var.